# Нива (Карелия)
Ни́ва (фин. Niva) — посёлок на севере Лахденпохского района Республики Карелия.

## Общие сведения
Административно относится к Мийнальскому сельскому поселению.
Географически посёлок расположен на берегу реки Ниванйоки.

Посёлок расположен на автодороге местного значения 86К-97 («Оппола — Нива») в 7 км от трассы А121 («Сортавала»).

## Население
| 2002 | 2009 | 2010 | 2013 |
| ---- | ---- | ---- | ---- |
| 6    | ↘3   | ↗6   | →6   |

## История
Название Нива восходит ещё к древнейшему саамскому населению этих мест.
До 1940 года деревня Нива входила в состав общины (волости) Яаккима Выборгской губернии. Располагалась на севере общины на границе с Уукуниеми (фин. Uukuniemi).
После Зимней войны согласно Московскому договору бо́льшая часть Выборгской губернии была передана СССР. Земли Яаккима вместе с другими финскими территориями были переданы СССР. Эвакуация населения была осуществлена в ночь на 12 марта 1940 года. Обезлюдевшие дома был заселены переселенцами из различных районов СССР.
9 июля 1940 года был образован Куркиёкский район с центром в Куркиёки, составной частью которого стала бывшая община Яаккима. Куркиёкский район входил в состав Карело-Финской ССР.

## Галерея
- Нива